# Linda Zingerle
Linda Zingerle (* 14. September 2002 in Innichen, Südtirol) ist eine italienische Biathletin. Sie ist zweifache Jugend- und Juniorenweltmeisterin und wurde 2020 mit der Mixedstaffel Jugendolympiasiegerin.

## Sportliche Laufbahn
Linda Zingerle bestritt ihre ersten internationalen Rennen im Dezember 2019 in Martell im IBU-Junior-Cup. Im Saisonverlauf nahm sie an den Jugendweltmeisterschaften in der Lenzerheide teil und gewann im Sprint überzeugend die Goldmedaille. Zudem ergatterte sie Bronze im Verfolger und Silber mit Hannah Auchentaller und Rebecca Passler im Staffelbewerb. Erfolgreich verliefen auch die Olympischen Jugendspiele; nachdem Zingerle in den Individualwettkämpfen ohne Top-10-Platzierung geblieben war, sicherte sie sich mit Mixed- und Single-Mixed-Staffel jeweils eine Gold- und Silbermedaille. Bei den Jugendweltmeisterschaften 2021 war die Italienerin am Start und gewann erneut drei Medaillen, darunter Silber im Sprint hinter Lena Repinc. Am Saisonende gab sie in Obertilliach ihr Debüt im IBU-Cup und erreichte im Einzel sofort einen 20. Platz. Zum Winter 2021/22 wurde Zingerle in die B-Mannschaft aufgenommen und startete permanent im IBU-Cup. Dabei sorgte sie am 1. Dezember 2021 in Sjusjøen für eine große Überraschung, als sie trotz zweier Schießfehler den Supersprint für sich entscheiden konnte und dabei Iryna Petrenko und Anastassija Schewtschenko im Zielsprint niederrang. Im Saisonverlauf konnte die Südtirolerin nicht an diese Leistung anknüpfen und schloss auch ihr Weltcupdebüt beim Sprint von Ruhpolding nur auf Rang 96 ab. Mit Passler, Auchentaller und Beatrice Trabucchi siegte sie allerdings bei den Juniorenweltmeisterschaften in der Staffel.
Im Winter 2022/23 erzielte Zingerle im Juniorcup einen Podestplatz mit der Mixedstaffel, bei den Juniorenweltmeisterschaften hingegen sprang keine weitere Medaille heraus. Im IBU-Cup lief sie auf der Pokljuka und in Obertilliach in die Top 10, auch bei den Europameisterschaften errang die 20-Jährige mit Rang 8 im Einzel eine solche Platzierung. Ähnliche Ergebnisse brachte auch die Folgesaison, Zingerle lief bei den Europameisterschaften im Sprint auf den zehnten Platz und – gemeinsam mit Daniele Cappellari – auf Rang fünf im Single-Mixed-Bewerb. Im IBU-Cup resultierte als Bestergebnis ein siebter Platz im Sprint von Idre, die Juniorenweltmeisterschaften verliefen mit Ausnahme von Rang 4 mit der Mixedstaffel ernüchternd. Im Verlauf der Saison 2024/25 erzielte die Italienerin im IBU-Cup zwei Top-15-Ergebnisse. Den größten Erfolg hatte sie bei den Europameisterschaften in ihrer Heimat Südtirol. Nachdem sie schon in Einzel und Sprint mit den Rängen acht und elf überzeugende Ergebnisse geliefert hatte, verbesserte sie sich im Verfolgungsrennen nach einer starken Schlussrunde auf den Bronzerang. Auch mit der Staffel gewann Zingerle, auf der Schlussposition laufend, die Bronzemedaille, nachdem sie Lora Christowa auf der letzten Runde distanziert hatte. Im letzten Trimester bekam sie daher nach langer Zeit wieder Einsätze im Weltcup, kam aber nicht in die Nähe der Punkteränge.

## Persönliches
Linda Zingerle stammt aus Rasen-Antholz. Sie ist die Tochter des ehemaligen Biathleten und langjährigen italienischen Nationaltrainers Andreas Zingerle, ihr zwei Jahre älterer Bruder David ist ebenfalls als Biathlet aktiv.

## Statistiken

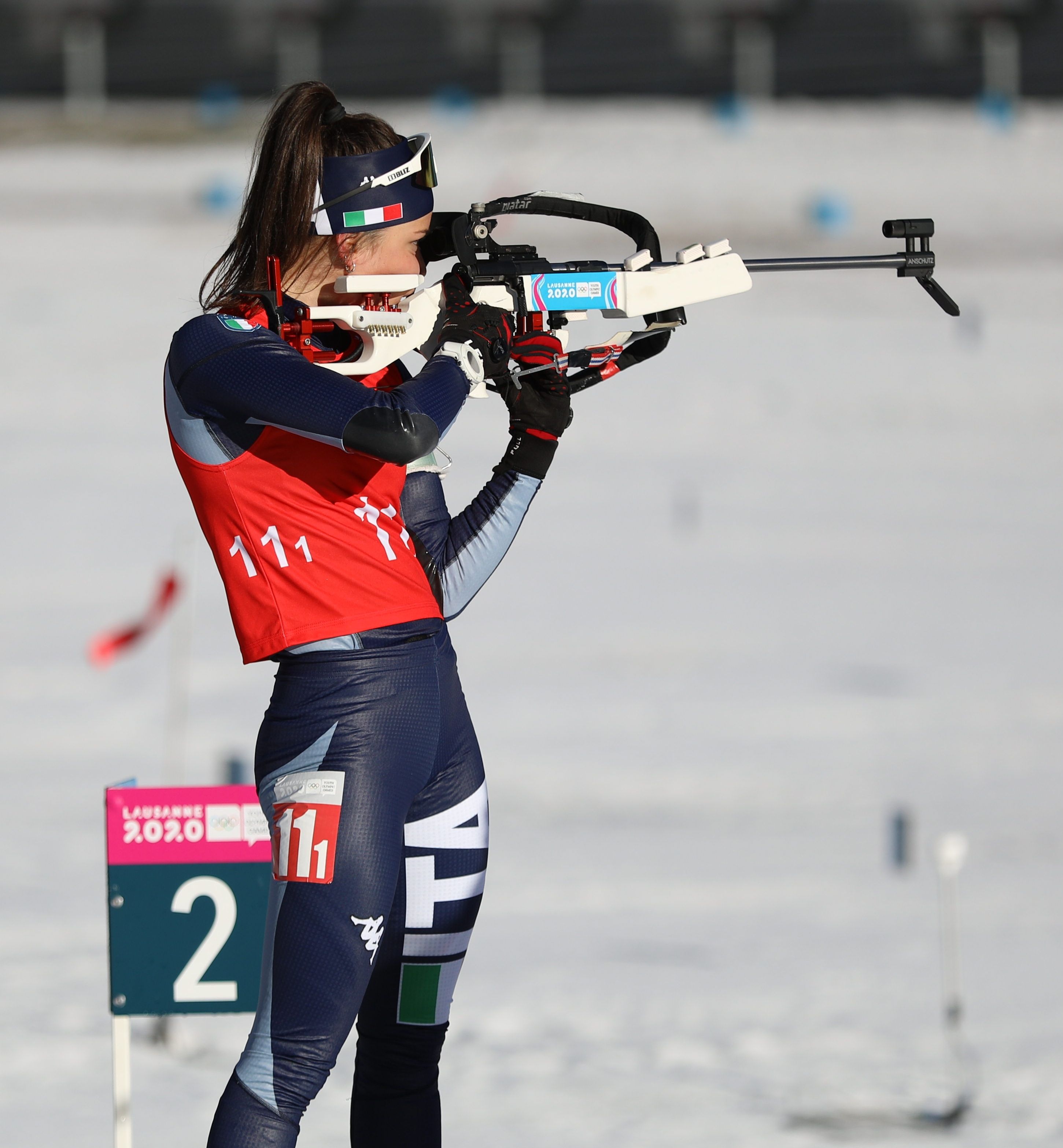
Zingerle beim Stehendschießen

### Weltcupplatzierungen
Die Tabelle zeigt alle Platzierungen (je nach Austragungsjahr einschließlich Olympische Spiele und Weltmeisterschaften).
- 1.–3. Platz: Anzahl der Podiumsplatzierungen
- Top 10: Anzahl der Platzierungen unter den ersten zehn (einschließlich Podium)
- Punkteränge: Anzahl der Platzierungen innerhalb der Punkteränge (einschließlich Podium und Top 10)
- Starts: Anzahl gelaufener Rennen in der jeweiligen Disziplin
- Staffel: inklusive Mixed- und Single-Mixed-Staffeln

| Platzierung               | Einzel | Sprint | Verfolgung | Massenstart | Staffel | Gesamt |
| ------------------------- | ------ | ------ | ---------- | ----------- | ------- | ------ |
| 1. Platz                  |        |        |            |             |         |        |
| 2. Platz                  |        |        |            |             |         |        |
| 3. Platz                  |        |        |            |             |         |        |
| Top 10                    |        |        |            |             |         |        |
| Punkteränge               |        |        |            |             |         |        |
| Starts                    | 1      | 3      |            |             |         | 4      |
| Stand: Saisonende 2024/25 |        |        |            |             |         |        |

### Europameisterschaften
Die Tabelle zeigt alle Platzierungen bei Europameisterschaften:
| Europameisterschaften | Europameisterschaften | Einzelwettbewerbe | Einzelwettbewerbe | Einzelwettbewerbe | Staffelwettbewerbe | Staffelwettbewerbe | Staffelwettbewerbe |
| Jahr                  | Ort                   | Einzel            | Sprint            | Verfolgung        | Frauenstaffel      | Mixedstaffel       | S.-M.-Staffel      |
| --------------------- | --------------------- | ----------------- | ----------------- | ----------------- | ------------------ | ------------------ | ------------------ |
| 2022                  | Arber                 | 69.               | 79.               | –                 | nicht ausgetragen  | –                  | –                  |
| 2023                  | Lenzerheide           | 8.                | 45.               | 31.               | nicht ausgetragen  | 8.                 | –                  |
| 2024                  | Osrblie               | 68.               | 10.               | 11.               | nicht ausgetragen  | –                  | 5.                 |
| 2025                  | Martell               | 8.                | 11.               | 3.                | 3.                 | N/A                | N/A                |

### Olympische Jugend-Winterspiele
Die Tabelle zeigt alle Platzierungen bei Olympischen Jugend-Winterspielen:
| Olympische Winterspiele | Olympische Winterspiele | Einzelwettbewerbe | Einzelwettbewerbe | Staffelwettbewerbe | Staffelwettbewerbe |
| Jahr                    | Ort                     | Einzel            | Sprint            | Mixedstaffel       | S.-M.-Staffel      |
| ----------------------- | ----------------------- | ----------------- | ----------------- | ------------------ | ------------------ |
| 2020                    | Lausanne                | 10.               | 15.               | 1.                 | 2.                 |

### Jugend-/Juniorenweltmeisterschaften
Zingerle nahm bis 2021 an den Jugend-, ab 2022 an den Juniorenwettkämpfen teil.
| Weltmeisterschaften | Weltmeisterschaften | Einzelwettbewerbe | Einzelwettbewerbe | Einzelwettbewerbe | Einzelwettbewerbe | Staffelwettbewerbe | Staffelwettbewerbe |
| Jahr                | Ort                 | Einzel            | Sprint            | Verfolgung        | Massenstart 60    | Damenstaffel       | Mixedstaffel       |
| ------------------- | ------------------- | ----------------- | ----------------- | ----------------- | ----------------- | ------------------ | ------------------ |
| 2020                | Lenzerheide         | 32.               | 1.                | 3.                | nicht ausgetragen | 2.                 | nicht ausgetragen  |
| 2021                | Obertilliach        | 12.               | 2.                | 3.                | nicht ausgetragen | 3.                 | nicht ausgetragen  |
| 2022                | Soldier Hollow      | 33.               | 19.               | 25.               | nicht ausgetragen | 1.                 | nicht ausgetragen  |
| 2023                | Schtschutschinsk    | 49.               | 16.               | 39.               | nicht ausgetragen | 5.                 | 7.                 |
| 2024                | Otepää              | 45.               | 30.               | N/A               | 42.               | 4.                 | –                  |

### IBU-Cup-Siege
Die Tabelle listet alle Siege im IBU-Cup:
| Nr. | Datum        | Ort      | Disziplin   |
| --- | ------------ | -------- | ----------- |
| 1.  | 1. Dez. 2021 | Sjusjøen | Supersprint |

## Auszeichnungen
- 2020: Piotr-Nurowski-Preis